# Chrysso arima
Espèce
Chrysso arima est une espèce d'araignées aranéomorphes de la famille des Theridiidae.

## Distribution
Cette espèce est endémique de l'île de la Trinité à Trinité-et-Tobago.

## Description
La femelle holotype mesure 1,6 mm.

## Étymologie
Son nom d'espèce lui a été donné en référence au lieu de sa découverte, Arima.

## Publication originale
- Levi, 1962 : More American spiders of the genus Chrysso (Araneae, Theridiidae). Psyche, no 69, p. 209-237 (texte intégral).